# Gonçalo Braga
Gonçalo Braga (Braga, 11 de setembro de 2000), é um ator, realizador e produtor português que tem vindo a destacar-se na nova geração do audiovisual em Portugal. Natural de Braga, desde cedo mostrou interesse pelas artes performativas, formando-se na Escola Profissional de Teatro de Cascais onde trabalhou com figuras como Carlos Avilez e Beatriz Batarda.

## Biografia

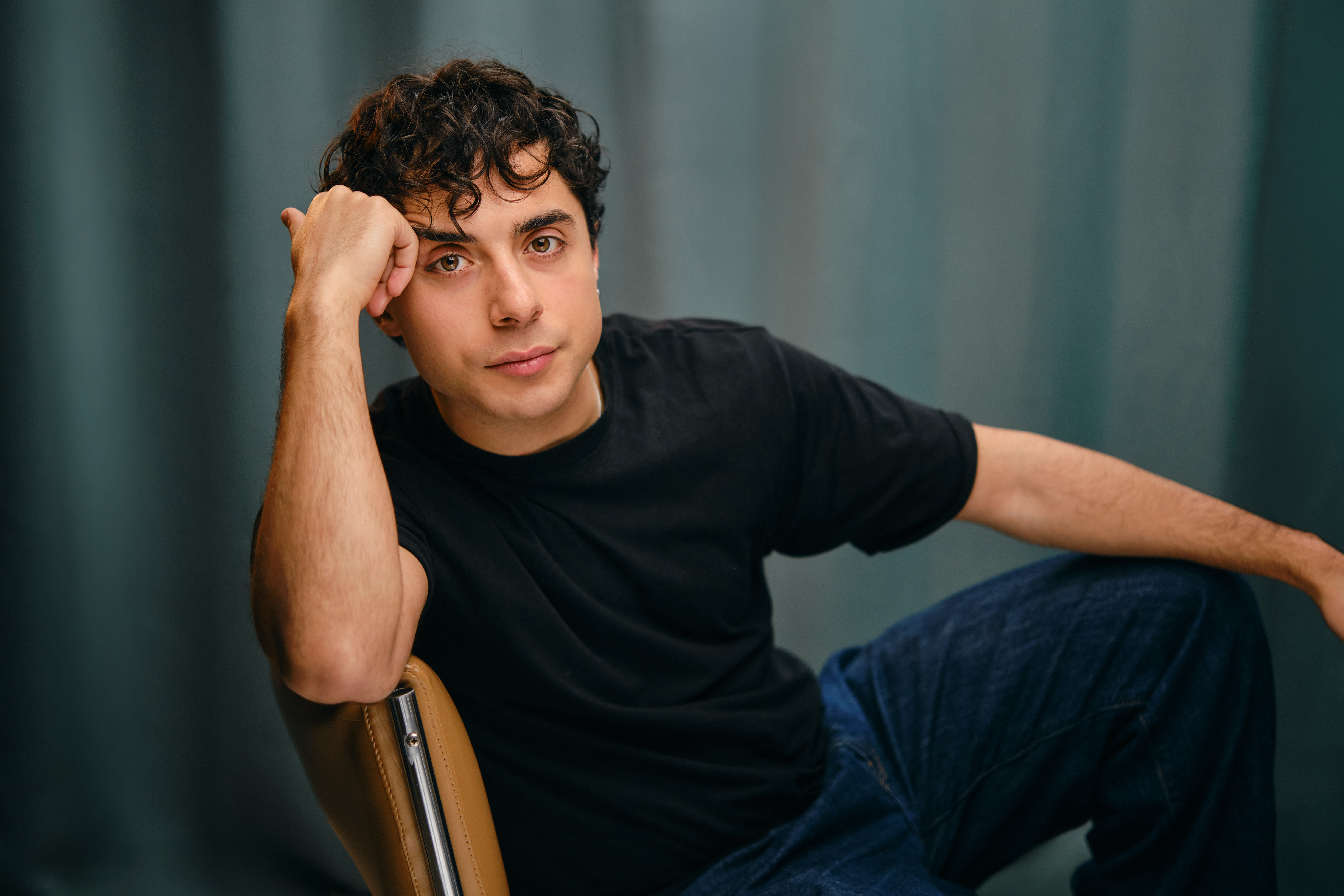
Gonçalo Braga

Gonçalo Braga é um ator, realizador e produtor português. Nascido em Braga, mudou-se para Lisboa aos 17 anos para seguir a carreira de ator. Ganhou notoriedade ao interpretar Bruno na série juvenil Morangos com Açúcar. Em 2024, destacou-se ao interpretar Duarte, um jovem paraplégico na novela A Protegida, da TVI, papel que exigiu uma transformação física.
Em 2023 fundou a produtora Centaurea Films, e lançou o seu primeiro projeto, DOLO, com apoio da Câmara Municipal de Cascais. Atualmente, equilibra a atuação com a realização e produção cinematográfica, consolidando-se como uma figura em ascensão no cinema português.

## Centaurea Films

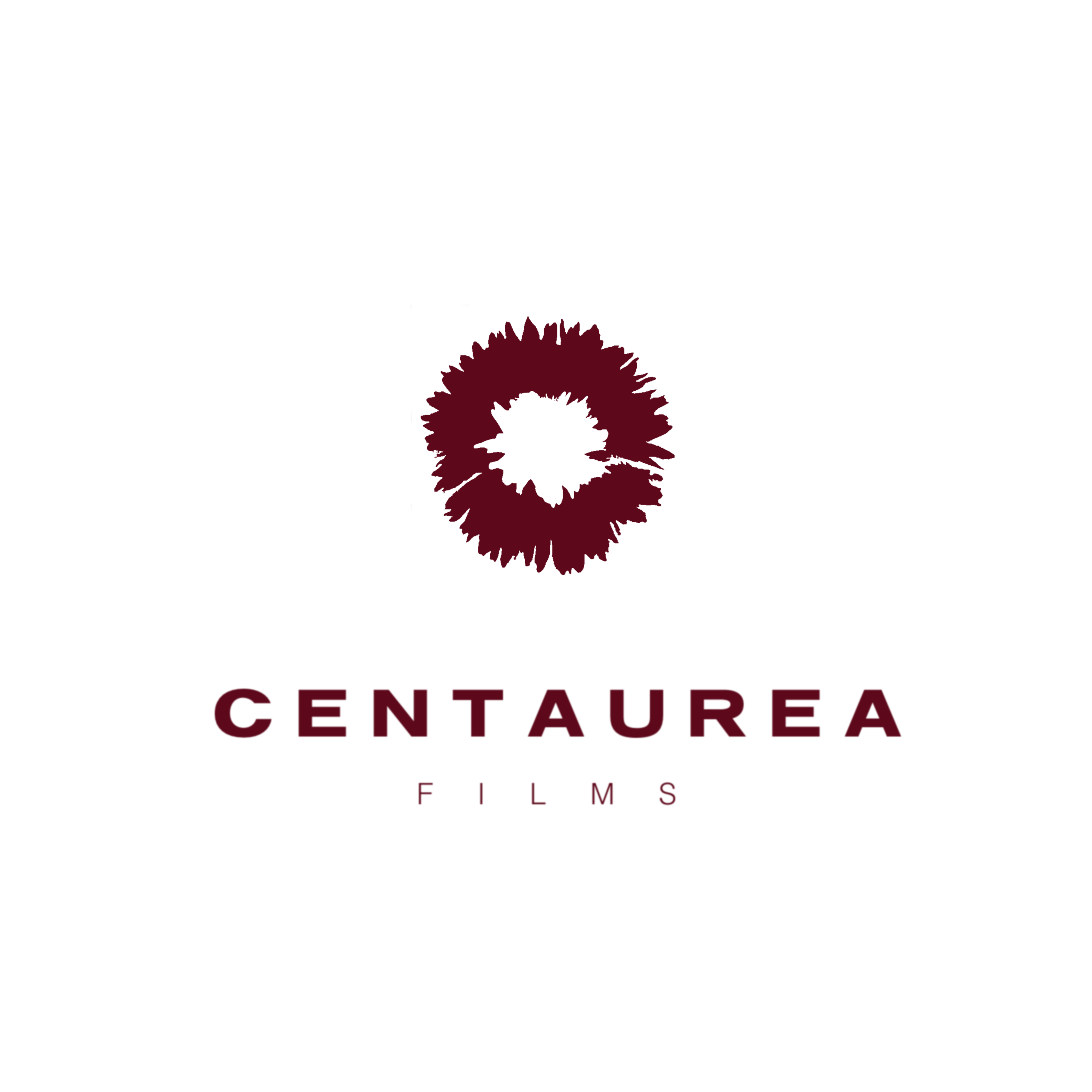
Centaurea Films

A Centaurea Films, criada por Gonçalo Braga em 2023 é uma produtora de conteúdo cinematográfico comprometida com a criação, apoio e incentivo a projetos de alta qualidade e pertinência artística. Com um foco especial no trabalho de jovens criadores, a missão da Centaurea Films é proporcionar oportunidades a talentos emergentes, procurando contar histórias relevantes para a sociedade contemporânea.
“DOLO” é o primeiro filme produzido pela Centaurea Films dirigido por Gonçalo Braga. Este projeto nasce da necessidade de abordar tema sensíveis da sociedade atual, tendo como pano de fundo o abuso sexual.

## Filmografia

DOLO

### Filmes
| Ano         | Título           | Papel                        | Notas |
| ----------- | ---------------- | ---------------------------- | ----- |
| 2020        | Leo              | Leo                          | Filme |
| 2024        | DOLO             | Guilherme Torres, Realizador | Filme |
| Em produção | Terra de Ninguém | Realizador/Produtor/Actor    | Filme |

### Televisão
| Ano         | Título              | Papel         | Notas      |
| ----------- | ------------------- | ------------- | ---------- |
| 2019        | Inspetor Max        |               | Série      |
| 2023        | #NaWeb              | Bruno Campelo | Série      |
| 2023–2024   | Morangos com Açúcar | Bruno Campelo | Série      |
| 2025        | A Protegida         | Duarte        | Novela     |
| Em produção | Lume                | Não divulgado | Minissérie |